# Luceria cooki
Luceria cooki là một loài bướm đêm trong họ Erebidae.